# Districtul Nienburg/Weser
Districtul Nienburg/Weser este un district rural (în germană Landkreis) în landul Saxonia Inferioară, Germania. 
1. 1 2 3  GeoNames